# Dougie Payne
Dougie Payne, egentligen Douglas Payne jr, född 14 november 1972 i Glasgow, Skottland, är en brittisk musiker. Han är basist och bakgrundssångare i det skotska bandet Travis.
Payne är sedan barnsben vän till Fran Healy, sångare i Travis. Han blev inbjuden att bli basist för bandet efter att den tidigare versionen splittrats och omformaterat sig, men vid den tidpunkten så hade han aldrig rört en bas i hela sitt liv. Healy pratade med Payne om detta och gav honom en utmaning att sluta sitt jobb, lära sig spela bas och alla deras låtar på två månader, och sedan flytta till London med bandet.
Payne sjunger bakgrundssång och har även skrivit en del låtar där han sjunger solo och spelar gitarr.
Han är gift med den skotska skådespelaren Kelly Macdonald sedan 2003, och paret fick sitt första barn i mars 2008.

## Dougie Payness basar
- 1970s Fender Jazz Bass Natural Sunburst
- 1970s Fender Jazz Bass Natural White
- 1970s Fender Jazz Bass Natural Black
- 1956 Fender Precision Bass Sunburst